# Berville
Berville ist eine französische Gemeinde mit 370 Einwohnern (Stand 1. Januar 2022) im Département Val-d’Oise der Region Île-de-France; sie gehört zum Arrondissement Pontoise und zum Kanton Pontoise. Die Einwohner nennen sich Bervillois bzw. Bervilloises.

## Geografie
Die Gemeinde Berville liegt im Tal des Flusses Sausseron, 41 Kilometer nordwestlich von Paris im Regionalen Naturpark Vexin français. Berville grenzt an das Département Oise.
Umgeben wird Berville von den vier Nachbargemeinden:
| Hénonville   |                                             | Amblainville |
|              | Kompassrose, die auf Nachbargemeinden zeigt |              |
| Haravilliers |                                             | Arronville   |

## Bevölkerungsentwicklung
| Jahr      | 1962 | 1968 | 1975 | 1982 | 1990 | 1999 | 2006 | 2012 | 2021 |
| Einwohner | 153  | 175  | 233  | 266  | 317  | 366  | 339  | 339  | 366  |

## Sehenswürdigkeiten
- Kirche St-Denis, erbaut ab dem 13. Jahrhundert (Monument historique)[1]
- Waschhaus in der Rue des Jorets, erbaut im 19. Jahrhundert

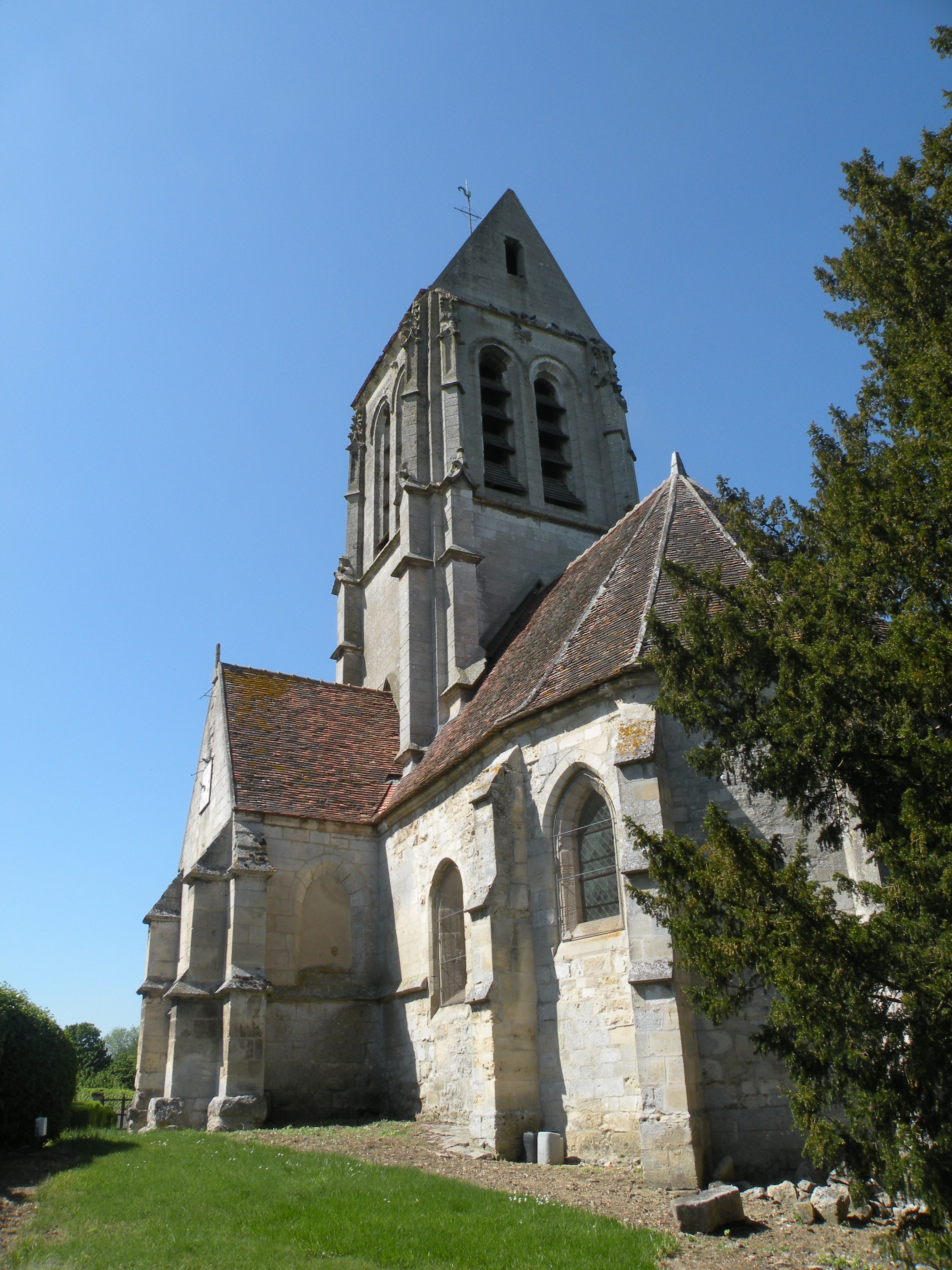
Kirche St-Denis
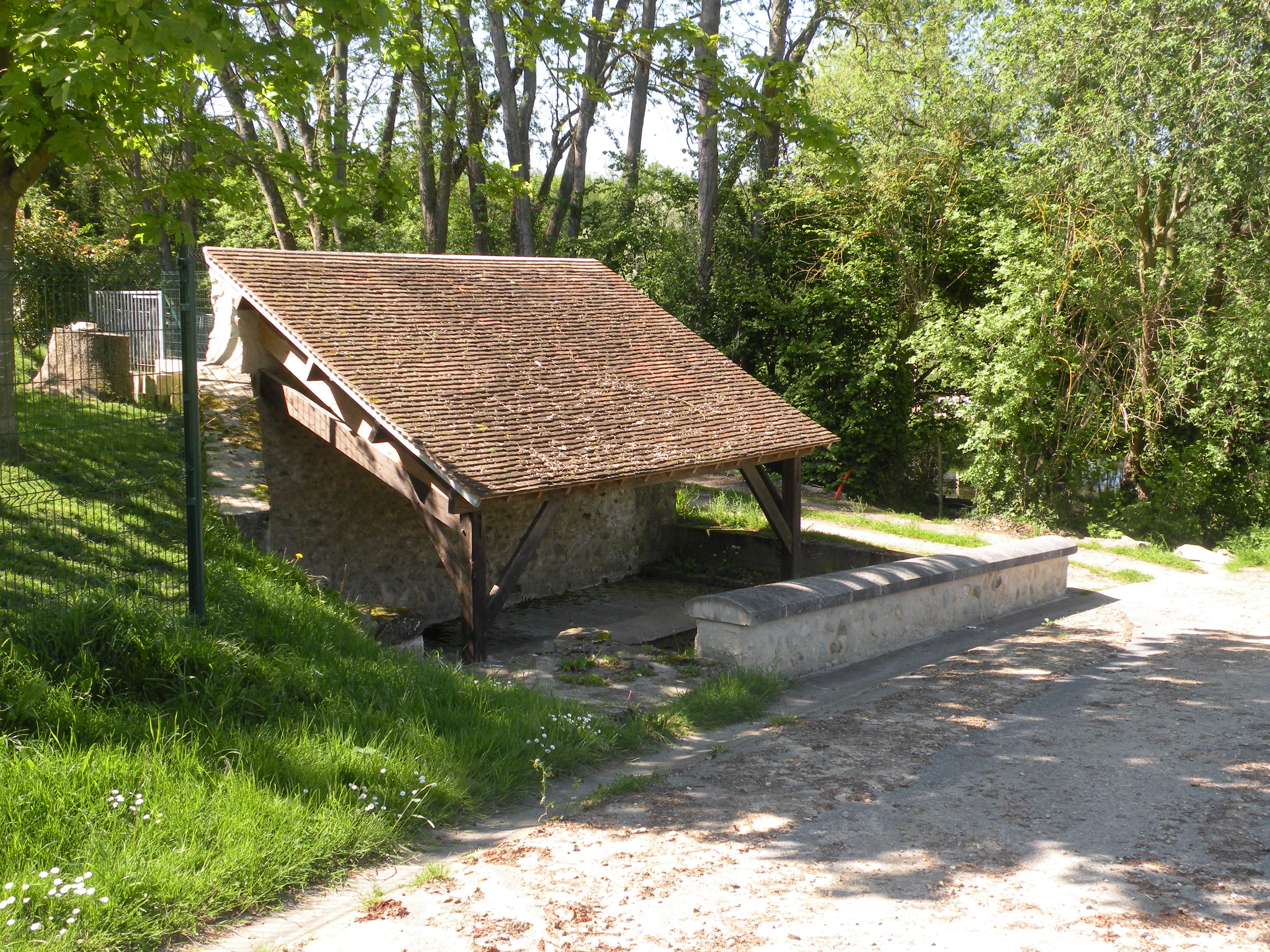
Waschhaus in der Rue des Jorets
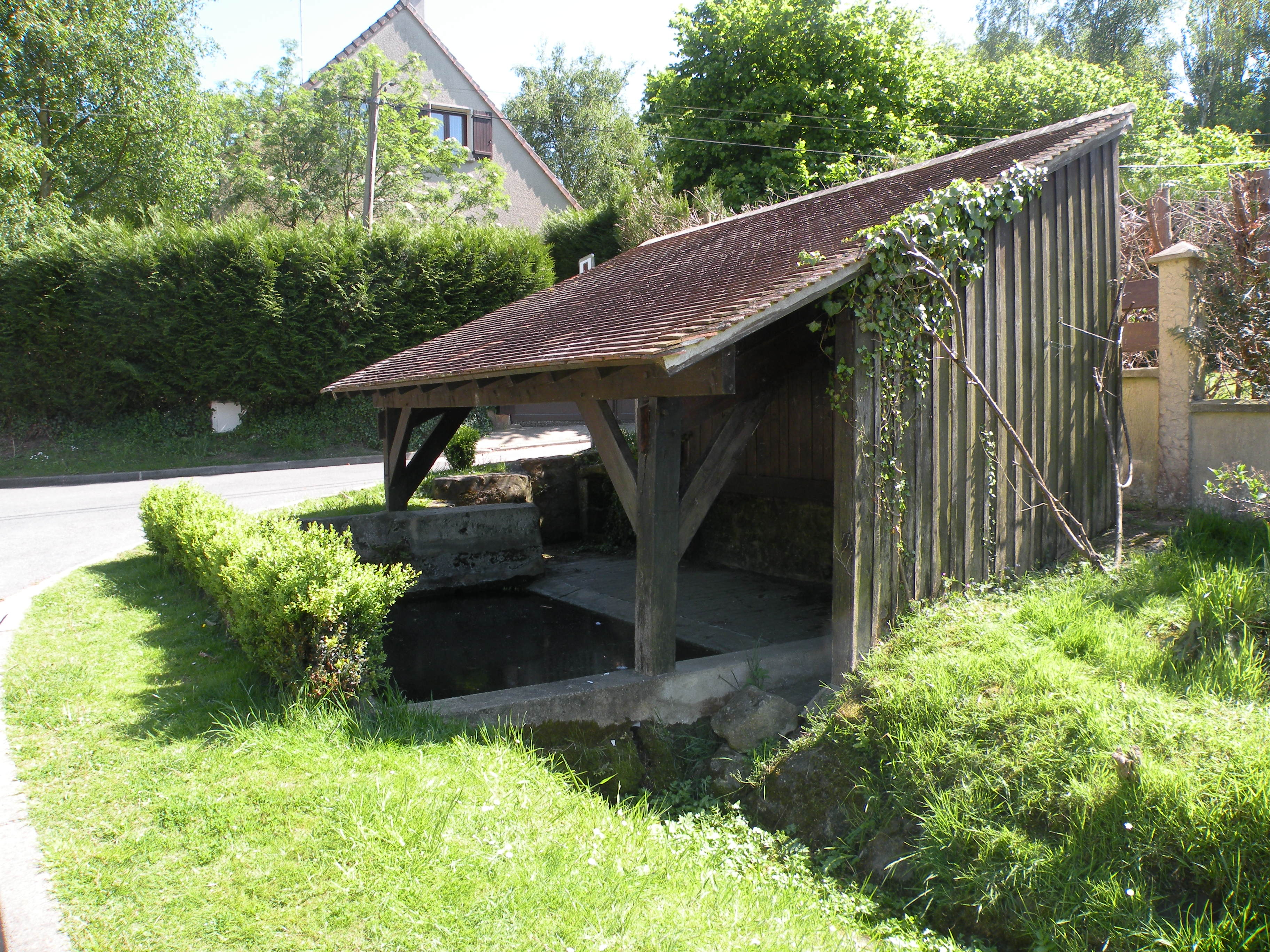
Waschhaus in der Rue d’Heurcourt
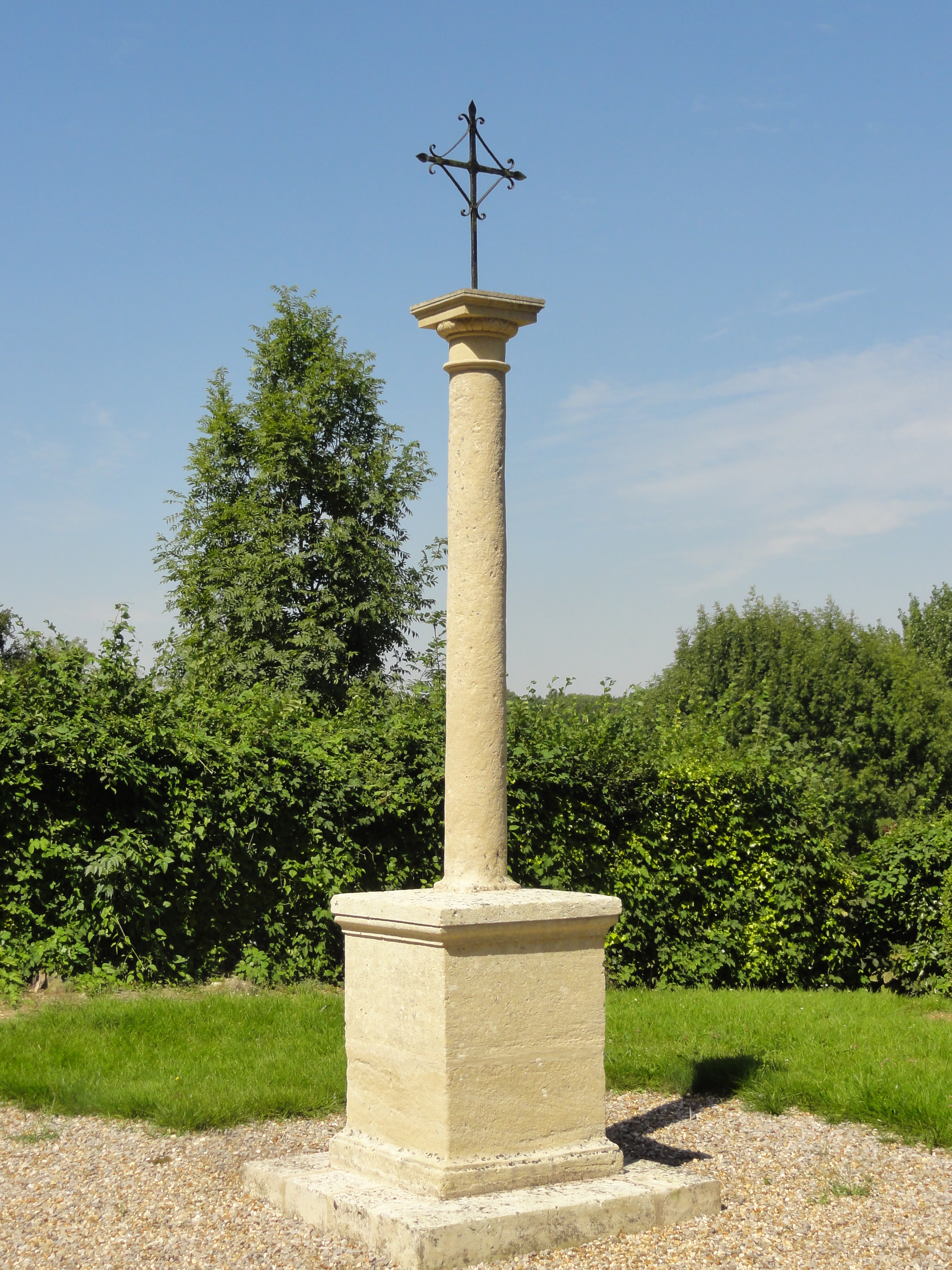
Kreuz vor dem Friedhof